# Tanjona Bobaomby
Tanjona Bobaomby (fr. Cap d'Ambre) – przylądek, najdalej wysunięty na północ punkt Madagaskaru (11°55′S 49°15′E/-11,916667 49,250000). Znajduje się tutaj latarnia morska.